# Megachile fortis
Megachile fortis är en biart som beskrevs av Cresson 1872. Megachile fortis ingår i släktet tapetserarbin, och familjen buksamlarbin. Inga underarter finns listade i Catalogue of Life.